# 塔营子镇
塔营子镇，是中华人民共和国辽宁省阜新市阜新蒙古族自治县下辖的一个乡镇级行政单位。

## 行政区划
塔营子镇下辖以下地区：
塔营子村、顺发号村、六家子村、莫古土村、西大巴沟村、下大巴沟村、于家梁村和新华村。